# Cantone di Cassagnes-Bégonhès
Il Cantone di Cassagnes-Bégonhès era una divisione amministrativa dell'arrondissement di Rodez.
A seguito della riforma approvata con decreto del 21 febbraio 2014, che ha avuto attuazione dopo le elezioni dipartimentali del 2015, è stato soppresso.

## Composizione
Comprendeva i comuni di:
- Arvieu
- Auriac-Lagast
- Calmont
- Cassagnes-Bégonhès
- Comps-la-Grand-Ville
- Sainte-Juliette-sur-Viaur
- Salmiech